# Группа Карме
Группа Карме — группа ретроградных нерегулярных спутников Юпитера, имеющих одинаковые орбиты и, возможно, общее происхождение. Название группы взято по названию крупнейшего объекта в группе.
Их большие полуоси (расстояния от Юпитера) имеют диапазон между 22,9 и 24,1 Гм, их наклонения орбиты — между 164,9° и 165,5°, эксцентриситет их орбиты — между 0,23 и 0,27 (с одним исключением).
Основные члены группы включают (от самых больших к наименьшим):
- Карме (самый большой в группе)
- Тайгете
- Эвкеладе[3]
- S/2003 J 5[3]
- Халдене
- Исоное
- Калике (существенно краснее, чем другие)
- Эриноме
- Этне
- Кале
- Пазифее
- S/2003 J 9[3]
- S/2003 J 10[3]
- S/2017 J 8
- S/2003 J 24 (ещё известный как "Хайтек")

Международный астрономический союз (IAU) зарезервировал имена с окончанием -e для всех лун с обратным (ретроградным) вращением, включая эту группу.

## Происхождение
Очень низкая дисперсия средних 1 орбитальных элементов среди основных членов группы (разделена менее чем 700000 км в большой полуоси и менее 0,7 ° в наклонении) показывает, что изначально для группы Карме, возможно, было единое тело, которое было разделено на части от удара. Дисперсия может быть объяснена очень малой скоростью импульса (5 <δV <50 м/с).

Родительское тело, вероятно, имело размер Карме, 46 км в диаметре; 99 % массы группы остаётся расположенной в Карме.
Другие подтверждения одного происхождения тела следуют из цвета спутников: все (за исключением существенно более красного Калике) спутники имеют светло-красный цвет, с показателем цвета B-V=0,76 и V-R=0,47
и инфракрасным электромагнитным спектром, совпадающий со спектром астероидов класса D.
Эти данные согласуются с прародителем от семейства Хильды или троянских астероидов Юпитера.
1Параметры оскулирующей орбиты нерегулярных спутников Юпитера широко изменяются в короткие интервалы времени из-за сильных возмущений Юпитера. Например, сообщалось об изменения до 1 Гм в большой полуоси за 2 года, 0,5 в эксцентриситете за 12 лет, и 5° за 24 года. Средние значения для элементов орбиты были посчитаны усреднением текущих значений за длительный период времени, использованный для определения динамических семейств.